# Spacelab

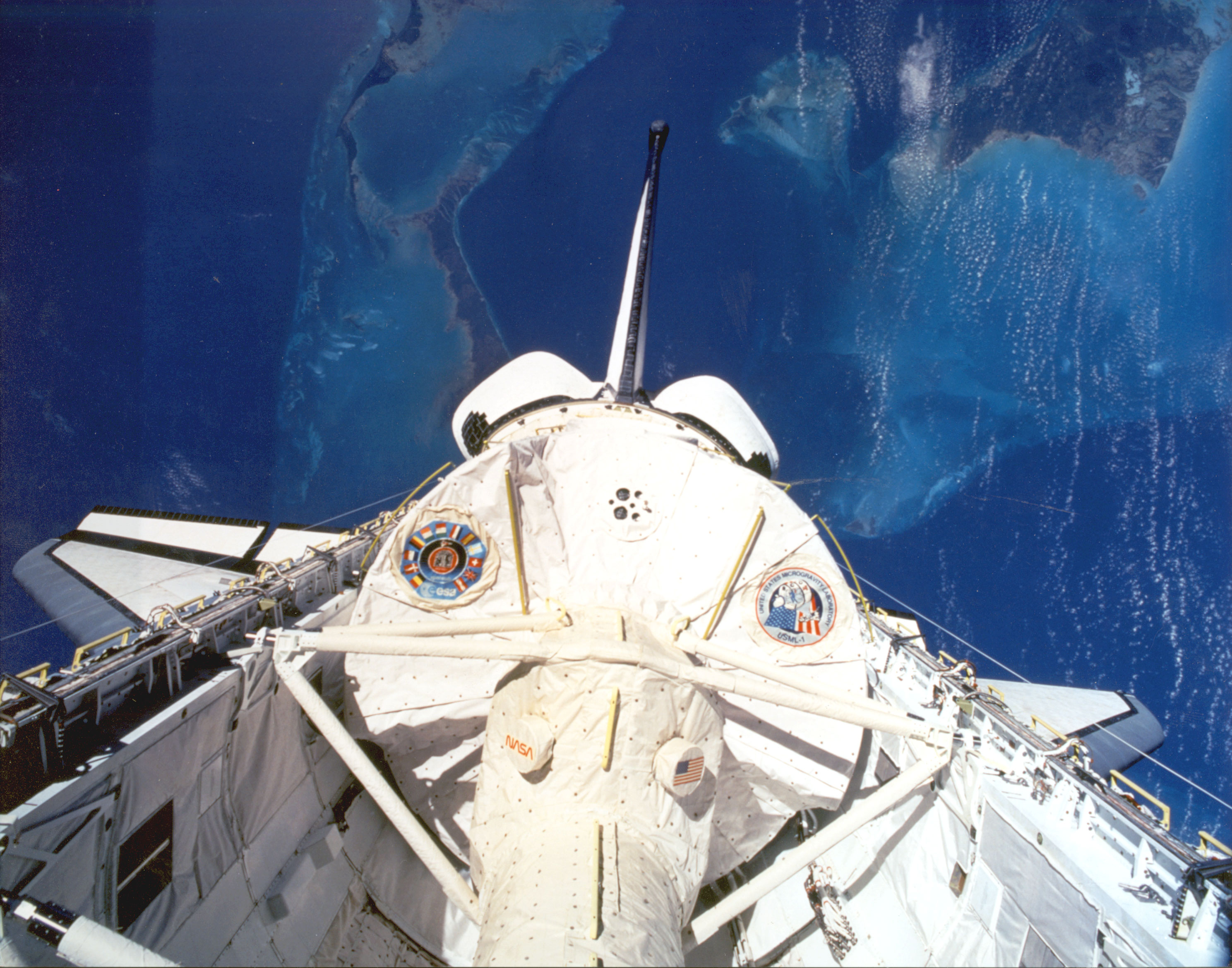
Spacelab v nákladovém prostoru raketoplánu při STS-90

Spacelab je vesmírná laboratoř, kterou vyrobila ESA. Do vesmíru ji vynášel americký raketoplán ve svém nákladovém prostoru. Laboratoř měla dvě přetlakové komory, ve kterých kosmonauté prováděli mikrogravitační experimenty, a tři nehermetizované externí plošiny. Spacelab měl buď jen přetlakové moduly, venkovní plošiny nebo obojí současně. Posádka spala v raketoplánu a na práci v přetlakových modulech se přesouvala přes přechodový tunel. Laboratoř se považuje za nejvýznamnější mezinárodní projekt západní kosmonautiky.
První let Spacelabu se uskutečnil 22. března 1982 při letu STS-3. Jednalo se o prototyp montážní plošiny Spacelabu. První experimenty byly však provedeny až v roce 1983, při letu STS-9. Celkově absolvovaly různé typy Spacelabu 29 letů, poslední v roce 2001 (STS-104).
Spacelab je často nesprávně považován za vesmírnou stanici, i přesto, že se jednalo pouze o rozšířený laboratorní modul v nákladovém prostoru raketoplánu, který nebyl nikdy projektován k samostatnému letu ve vesmíru bez raketoplánu.

## Nákres Spacelabu

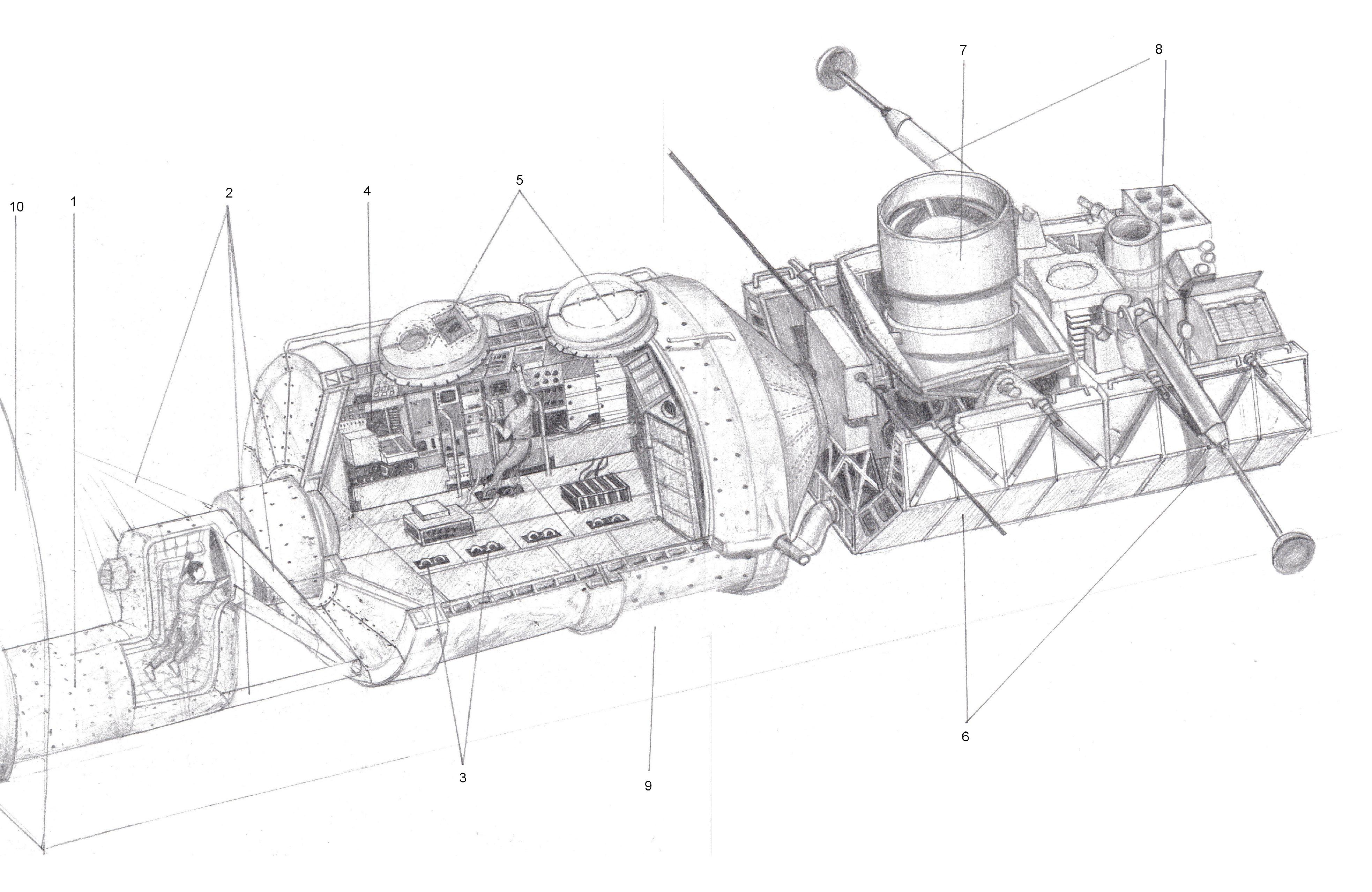
- 1 přechodový tunel mezi raketoplánem a Spacelabem
- 2 úchytky k nákladovému prostoru
- 3 úchytky na nohy
- 4 experimentální jednotka
- 5 přetlakové moduly
- 6 venkovní plošina
- 7 infračervený dalekohled
- 8 přístroj na výzkum magnetického pole Země
- 9 nákladový prostor raketoplánu
- 10 zadní stěna přední části raketoplánu

## Mise Spacelabu
(nezapočítávají se lety prototypů)
| Raketoplán | Mise     | Rok  | Název modulu | Konfigurace                    |
| ---------- | -------- | ---- | ------------ | ------------------------------ |
| Columbia   | STS-9    | 1983 | Spacelab 1   | modul LM1 a plošina            |
| Challenger | STS-51-B | 1985 | Spacelab 3   | modul LM1                      |
| Challenger | STS-51-F | 1985 | Spacelab 2   | konfigurace se třemi plošinami |
| Challenger | STS-61-A | 1985 | Spacelab D1  | modul LM2                      |
| Columbia   | STS-35   | 1990 | ASTRO-1      | plošina                        |
| Columbia   | STS-40   | 1991 | SLS-1        | modul LM1                      |
| Discovery  | STS-42   | 1992 | IML-1        | modul LM2                      |
| Atlantis   | STS-45   | 1992 | ATLAS-1      | konfigurace se dvěma plošinami |
| Columbia   | STS-50   | 1992 | USML-1       | modul LM1                      |
| Endeavour  | STS-47   | 1992 | Spacelab-J   | modul LM2                      |
| Discovery  | STS-56   | 1993 | ATLAS-2      | plošina                        |
| Discovery  | STS-56   | 1993 | ATLAS-2      | plošina                        |
| Columbia   | STS-55   | 1993 | Spacelab D2  | modul LM1                      |
| Columbia   | STS-58   | 1993 | SLS-2        | modul LM2                      |
| Endeavour  | STS-59   | 1994 | SRL-1        | plošina                        |
| Columbia   | STS-65   | 1994 | IML-2        | modul LM1                      |
| Endeavour  | STS-68   | 1994 | SRL-2        | plošina                        |
| Atlantis   | STS-66   | 1994 | ATLAS-3      | plošina                        |
| Endeavour  | STS-67   | 1995 | ASTRO-2      | plošina                        |
| Atlantis   | STS-71   | 1995 | Spacelab-Mir | modul LM2                      |
| Columbia   | STS-73   | 1995 | USML-2       | modul LM1                      |
| Columbia   | STS-78   | 1996 | LMS          | modul LM2                      |
| Columbia   | STS-83   | 1997 | MSL-1        | modul LM1                      |
| Columbia   | STS-94   | 1997 | MSL-1R       | modul LM1                      |
| Columbia   | STS-90   | 1998 | Neurolab     | modul LM2                      |
| Endeavour  | STS-99   | 2000 | SRTM         | plošina                        |
| Atlantis   | STS-104  | 2001 |              | konfigurace se dvěma plošinami |